# Waiohiki
Waiohiki est une communauté rurale du district de Hastings dans la région de Hawke's Bay située dans l’Île du Nord de la Nouvelle-Zélande.

## Situation
Elle est localisée au sud de la banlieue de Taradale, près de la ville de Napier et au nord de la ville d’Hastings, sur le trajet de la route State Highway 50/S H 50 (en) et de la route State Highway 50A/SH 50A (en).

## Installations
Le Marae local de Waiohiki et la maison de rencontre sont des lieux de rassemblement du  hapū de Ngāti Kahungunu des Ngāti Pārau (en)  , .